# Jarim-Lim I.
Jarim-Lim I. je bil drugi kralj staroveškega amoritskega kraljestva Jamhad. Vladal je od okoli 1780 pr. n. št. do okoli 1764 pr. n. št. Glavno mesto njegovega  kraljestva je bil Halab, sedanji Alep, Sirija.

## Družina
Jarim-Lim I. je bil sin in naslednik prvega jamhadskega kralja Sumu-Epuha in kraljice Sumuna-Abi. Njegova žena je bila Gašera, katere starši niso znani. Gašera  je preživela svojega moža in postala vdova z močno voljo in vplivom na politiko svojega sina Hamurabija I. Hčerka Šibtu je bila poročena z marijskim kraljem Zimri-Limom.

## Vladanje

### Zgodnje vladanje in spori s sosedi
Jamhadsko kraljestvo je že med očetovim vladanjem ogrožal asirski kralj Šamši-Adad I., ki ga je sam in s svojimi zavezniki Karkemišem in Uršujem na severu, Katno na jugu in Marijem na vzhodu povsem obkolil. Šamši-Adad I. je za kralja Marija imenoval svojega sina Jasmah-Adada.
Jarim-Lim je prišel na prestol okoli leta 1780 pr. n. št. po očetovi smrti na pohodu proti Šamši-Adadu. Po prevzemu oblasti mu je s sklenitvijo zavezništev s Hamurabijem Babilonskim in Ibal-pi-elom II. Ešnunskim uspelo upreti se Šamši-Adadu. Z zavezništvi je hkrati onemogočil asirski napad na Babilonijo.
Leta 1777 pr. n. št. je osvojil mesto Tutul na izlivu Beliha v Evfrat. Po Šamši-Adadovi smrti leta 1776 pr. n. št. je svojemu zavezniku Zimri-Limu, ki je bil v begunstvu na njegovem dvoru, pomagal pregnati Jasmah-Adada z marijskega prestola in mu vrniti kraljestvo. Zavezništvo Marija in Jamhada so utrdili z dinastično Zimri-Limovo  poroko z Jarim-Limovo hčerko Šibtu. Dva dni po poroki je kraljica Sumuna-Abi umrla.
Ibal-pi-el II. Ešnunski je izkoristil Šamši-Adadovo smrt za izvajanje svoje  ekspanzivne politike na račun Asirije in povzročil  pritisk na zavezništvo z Jamhadom. Zatem  je sklenil zavezništvo z Elamom, sovražnikom Jarim-Limovega zaveznika Hamurabija Babilonskega.

### Odnosi z Marijem
Zimri-Limov vzpon na prestol je vplival na status Marija. Zimri-Lim je imel Jarim-Lima za svojega očeta in častil glavnega jamhadskega boga Hadada, katerega mediator je bil Zimri-Lim.
Na tablicah iz Marija je omenjenih več dogodkov, ki dokazujejo Zimri-Limovo podrejenost. Zimri-Lim je večkrat zahteval, da mu Jarim-Lim zroči njegove ubežnike. Prvo zahtevo je Jarim-Lim zavrnil. V drugi zahtevi, ki je potekala preko marijskega ambasadorja v Alepu Daris-Liburja, je zahteval izročitev samo nekaterih ubežnikov. Tudi to zahtevo je Jarim-Lim zavrnil, tretji zahtevi marijskega ambasadorja pa je ugodil.
Eden od zapisov na tablicah iz Marija pravi, da je Nur-Sinov ambasador v Alepu pisal svojemu vladarju o predaji posestva Alatum Hadadu, se pravi Alepu. V še enem zapisu je  Ibal-pi-el ponudil Zimri-Limu mir in določil meje. Zimri-Lim je preko odposlancev  trikrat zaprosil Jarim-Lima za siglasje, vendar ga ni dobil, zato je moral  Ibal-pi-elovo ponudbo zavrniti.

### Kasnejše vladanje in nasledstvo
Ni ga kralja, ki bi bil mogočen sam po sebi. Hamurabiju, kralju Babilona, se je je pokorilo deset ali petnajst kraljev. Enako število [kraljev] se je pokorilo Ibal-pi-elu Ešnunskemu in Amudi-pi-elu Katanumskemu, Jarim-Limu Jamhadskemu pa kar dvajset.

—Izvleček s tablice iz marijskih arhivov
Jarim-Lim je z zavezništvi in vazalstvi razširil svoj vpliv na več drugih pomembnih sirskih mestnih držav,  vključno z Uršujem in bogatim Ugaritom. Zdi se, da je tudi izboljšal odnose s Katno.  Jamhadska vojska je na pohodih prodrla do Elama na sedanji meji med Irakom in Iranom. Na tablici iz marijskih arhivov ja zapis o njegovih vojaških posegih v Mezopotamiji, vojna napoved Deru in Diniktumu kot povračilo za njuna sovražna dejanja, opomin kralju Derja za vojaško pomoč, ki mu jo je petnajst let zagotavljal Jarim-Lim, in namestitev 500 alepskih vojaških ladij za dvanajst let v Diniktumu. Jarim-Lim je imel ob smrti več kot dvajset vazalnih kraljev in zaveznikov. Po besedah zgodovinarja Williama J. Hamblina je bil v tistem času "najmogočnejši vladar na Bližnjem vzhodu izven  Egipta".
Umrl je okoli leta  1764 pr. n. št. Nasledil ga je sin Hamurabi I.
| Jarim-Lim I.Jamhadske dinastija Umrl: 1764 pr. n. št. |                                             |                        |
| Vladarski nazivi                                      |                                             |                        |
| Predhodnik: Sumu-Epuh                                 | Veliki kralj Jamhada 1780 – 1764 pr. n. št. | Naslednik: Hamurabi I. |